# Пэк Хён Ман
Пэк Хён Ман (кор. 백현만, 27 января 1964) — южнокорейский боксёр, чемпион Азиатских игр, призёр Олимпийских игр.

## Биография
Родился в 1964 году. В 1986 году стал чемпионом Азиатских игр. В 1988 году завоевал серебряную медаль Олимпийских игр в Сеуле. В 1990 году вновь стал чемпионом Азиатских игр.
== Примечания ==
1. ↑  Olympedia (англ.) — 2006.